# کودکی یک نویسنده
کودکی یک نویسنده یک مجموعه تلویزیونی محصول سیمای مرکز گیلان در سال ۱۳۷۹ به کارگردانی امیر فیضی، نویسندگی محمد رضایی‌راد و تهیه‌کنندگی جمشید گیلان‌پور می‌باشد که از برنامه کودک شبکه دو پخش شد.

## خلاصه داستان
امید نویسنده جوانی است که به مرور ایام کودکی‌اش پرداخته است. او در کودکی پسر خیال‌بافی بوده و در محله‌ای قدیمی زندگی می‌کرده، در هر قسمت ماجرایی برای امید پیش می‌آید و اطرافیان سعی می‌کنند جلوی خیال‌بافی او را بگیرند اما در انتها به علت اینکه امید تبدیل به بچه‌ای افسرده شده دوباره از او می‌خواهند همان امید سابق شود …

## بازیگران
- مهرشاد نبی
- شیرین بینا
- رضا شفیعی‌جم
- افشین کتانچی
- آتوسا رجبی
- بابک صالحی